# Paropioxys arcas
Paropioxys arcas är en insektsart som beskrevs av Ronald Gordon Fennah 1957. Paropioxys arcas ingår i släktet Paropioxys och familjen Eurybrachidae. Inga underarter finns listade i Catalogue of Life.